# 베이코 후흐타넨
베이코 아르네 알렉스 후타넨(핀란드어: Veikko Aarne Aleks Huhtanen, 1919년 6월 5일 - 1976년 1월 29일)은 핀란드의 기계 체조 선수였다. 그는 1948년 하계 올림픽에서 3개의 금메달을 포함해서 5개의 메달을 가져갔다. 안마 종목에서 후타넨과 2명의 다른 핀란드 선수 헤이키 사볼라이넨, 파보 알토넨은 동일한 점수와 금메달이 서로간에 공유하고 있었다.
후타넨은 1950년 세계 선수권 대회 평행봉과 단체전에서 2개의 은메달을 획득했다. 후타넨은 1952년 올림픽 국가대표 선발전에서 탈락한후 은퇴했다. 그는 나중에 공장에서 기계 연산자로 근무했고 체조 심판으로 남아있었다.

## 참조
1. ↑  베이코 후타넨[깨진 링크(과거 내용 찾기)]. sports-reference.com